# Cardámila

Mapa del sur del Peloponeso. La ciudad de Cardámila se encontraba en la costa del golfo de Mesenia.

Cardámila (en griego, Καρδάμυλα) es el nombre de una antigua ciudad griega de Mesenia. 
Se trataba de una de las siete ciudades mesenias que, según narra Homero en la Ilíada, fueron ofrecidas por Agamenón a Aquiles a cambio de que este depusiera su ira.
Estrabón la ubicaba en un lugar escarpado al borde del mar, entre las ciudades de Leuctro y Feras. Pausanias, por su parte, dice que en su tiempo pertenecía a los lacedemonios, desde que el emperador César Augusto la había separado de Mesenia y la situaba a ocho estadios del mar y a sesenta de Leuctro. Añade que allí había un santuario de Atenea, una imagen de Apolo Carneo y un santuario de las Nereidas ya que, según la mitología griega, cerca de allí emergieron del mar para ir a ver a Pirro, el hijo de Aquiles, cuando iba a ir a Esparta para casarse con Hermíone.
Se localiza unos 5 km al sudeste de la antigua Leuctro (junto a la población actual de Stoúpa), en un lugar donde actualmente existe una población que conserva su antiguo nombre, hoy transcrito y pronunciado Kardamili.